# Chiesa di San Vincenzo in Castro
La chiesa di San Vincenzo in Castro a Pombia costituisce un esempio di architettura romanica in terra novarese, di notevole interesse storico ed artistico. La chiesa è monumento nazionale.

## Storia
La chiesa si erge in un sito ricco di storia, dove era presente un castrum romano: il basamento della torre campanaria (pesantemente rimaneggiata nel corso del tempo sino a perdere l'originale profilo romanico) è rappresentato da un torrione di difesa dell'antico castro.

La storia di Pombia nel periodo tra il X e l'XI secolo, periodo nel quale venne edificata la chiesa, si lega all'ascesa delle fortune della famiglia feudataria dei Conti di Pombia; alcuni ruderi delle mura di fortificazione del borgo erette in quel periodo sono ancora visibili non lontano dalla chiesa.
Nelle Consignationes redatte dal vescovo di Novara Guglielmo da Cremona nel 1347 si legge come proprio in quell'anno Pombia avesse assunto dignità pievana
Il centro abitato presente attorno alla chiesa in località Castello iniziò a perdere d'importanza nel corso del XVI secolo quando la chiesa di Santa Maria della Pila divenne la nuova parrocchiale di Pombia. Tale fatto ha messo la chiesa al riparo da soverchie ristrutturazioni, consentendo una buona conservazione della sua originale struttura romanica.

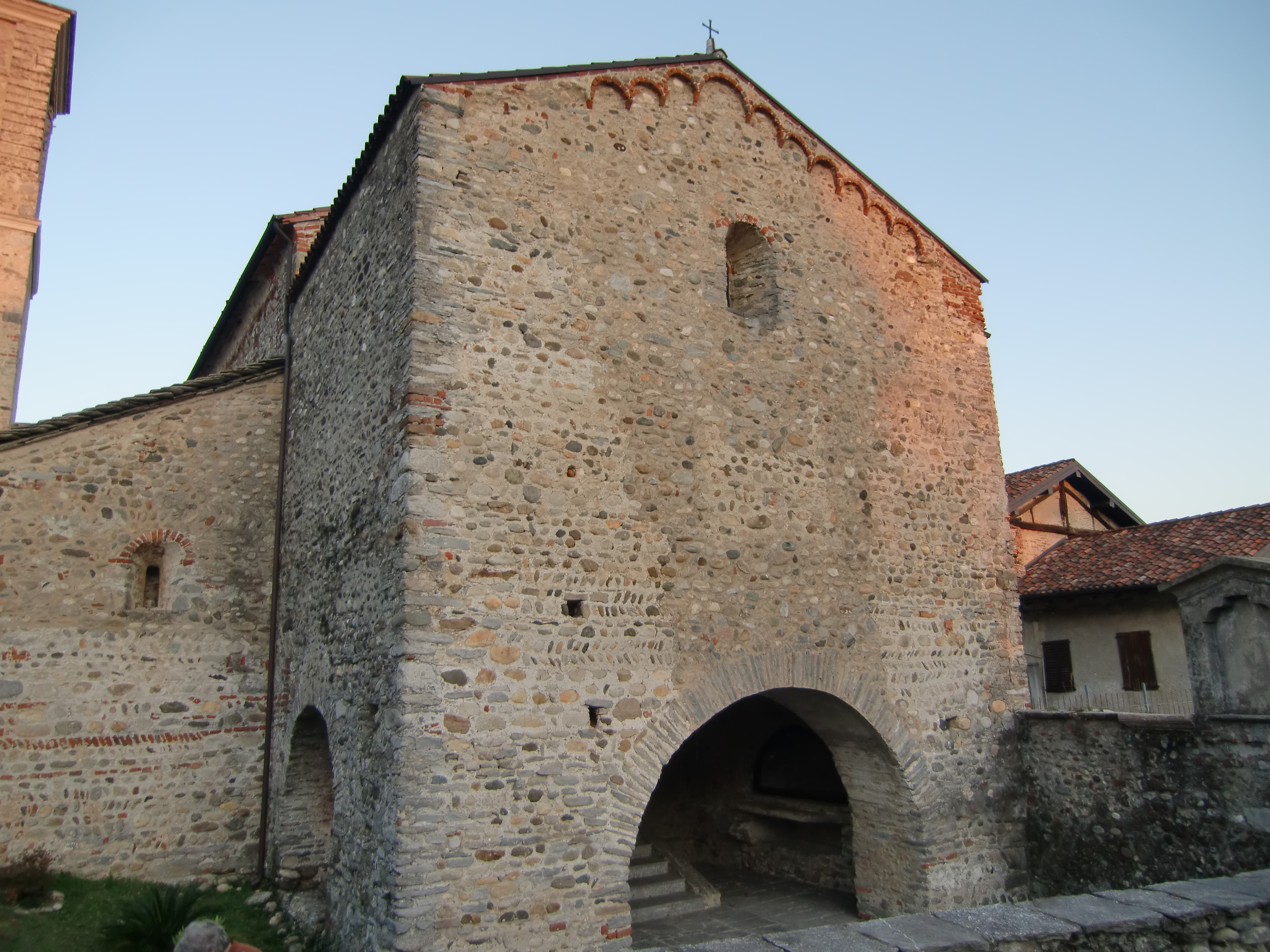
Veduta dell'esonartece

## Struttura architettonica e dipinti della chiesa
La chiesa, edificata con robuste murature in pietra, ciottoli e laterizio, presenta il consueto orientamento con l'abside rivolta ad oriente. La facciata a salienti, pur ampiamente nascosta alla vista da un possente esonartece ad essa addossato, mostra la divisione interna di tipo basilicale con tre navate che in origine terminavano in altrettanti absidi semicircolari; solo quella centrale è oggi visibile essendo state distrutte le altre due nel corso del Settecento. 
La chiesa era decorata con archetti pensili, ancora parzialmente superstiti, disposti sotto la linea di gronda dell'intero edificio.
L'interno della chiesa, con la navata centrale molto più alta e più larga delle due laterali, presenta una copertura costituita da volte a crociera alquanto pronunciate, sostenute trasversalmente da arconi in aggetto che in origine andavano a unirsi alle lesene dei pilastri.
Pur avendo conservato strutture architettoniche romaniche, l'apparato decorativo interno alla chiesa ha assunto una fisionomia marcatamente barocca.
Nell'XI secolo erano presenti nella chiesa importanti affreschi romanici, in particolare un grande Giudizio Universale che occupava l'intera controfacciata (in analogia con i coevi affreschi della chiesa di San Michele ad Oleggio). Quello che oggi resta è solamente un frammento con figure di santi seminascosto vicino all'organo.

Sul primo pilastro di sinistra si trova una Madonna del latte di gusto gotico realizzata a fresco nel XV secolo

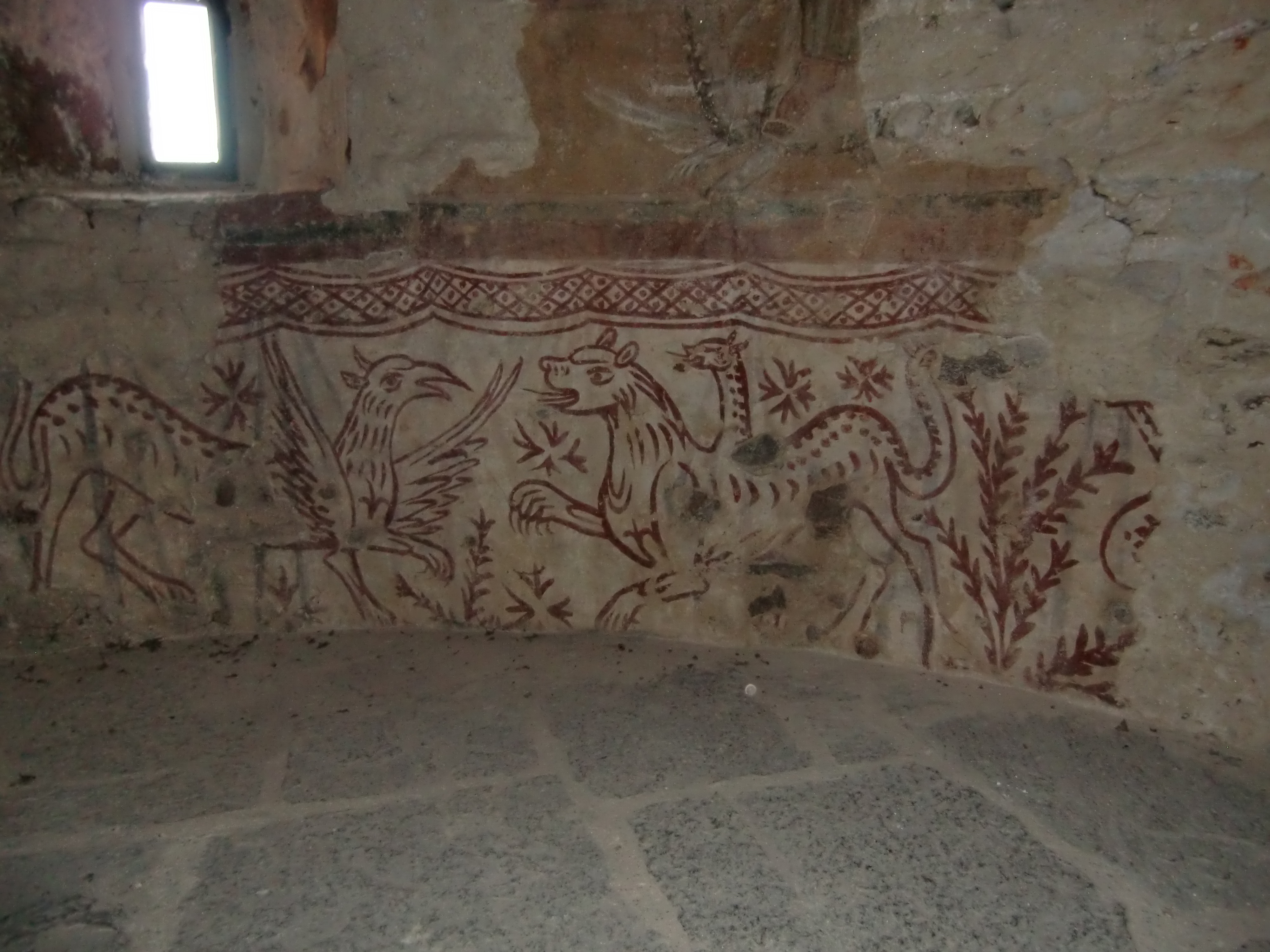
Figure simboliche nel "velario" nel vano superiore dell'esonartece, affresco, XI secolo

## L'esonartece
Di grande interesse storico ed artistico è l'esonartece a pianta quadrata, articolato su due piani, addossato alla facciata della chiesa che venne costruito nel corso dell'XI secolo in anni posteriori al completamento della chiesa. La sua struttura ha forma a capanna, decorata da archetti pensili che corrono lungo gli spioventi del tetto; solo una monofora posta in alto sulla facciata contribuisce ad alleggerirne l'aspetto possente.
Il piano inferiore è rappresentato da una sorta di portico con arconi piuttosto bassi. L'arcone centrale, sul lato sinistro, poggia sopra un cippo di epoca romana. Il piano superiore del nartece vede la presenza di un vano piuttosto ampio sul quale si apre una cappella con una curiosa abside pensile. Essa doveva essere interamente coperta di affreschi che oggi appaiono quasi completamente illeggibili, con l'eccezione del "velario" vicino al pavimento che mostra figure simboliche proprie della cultura medievale da riferirsi all'oltre tomba: il gallo simbolo della vigilanza, il pavone dell'immortalità dell'anima e il cane tricefalo, demone infernale, che si muovono fra palmette e ciuffi d'erba simbolo della speranza nella vita eterna
Tali elementi fanno pensare ad una cappella espiatoria per la celebrazione di funzioni in onore di un defunto. 
L'ipotesi della cappella espiatoria è avvalorata dalla presenza nel portico sottostante di un loculo funerario con tracce di decorazioni relative a tre bianche croci longobarde su sfondo rosso. Secondo alcuni studiosi potrebbe trattarsi della tomba di Litulfo, figlio di Ottone il Grande, che le fonti storiche indicano morto a Pombia nel 957.

## Galleria d'immagini

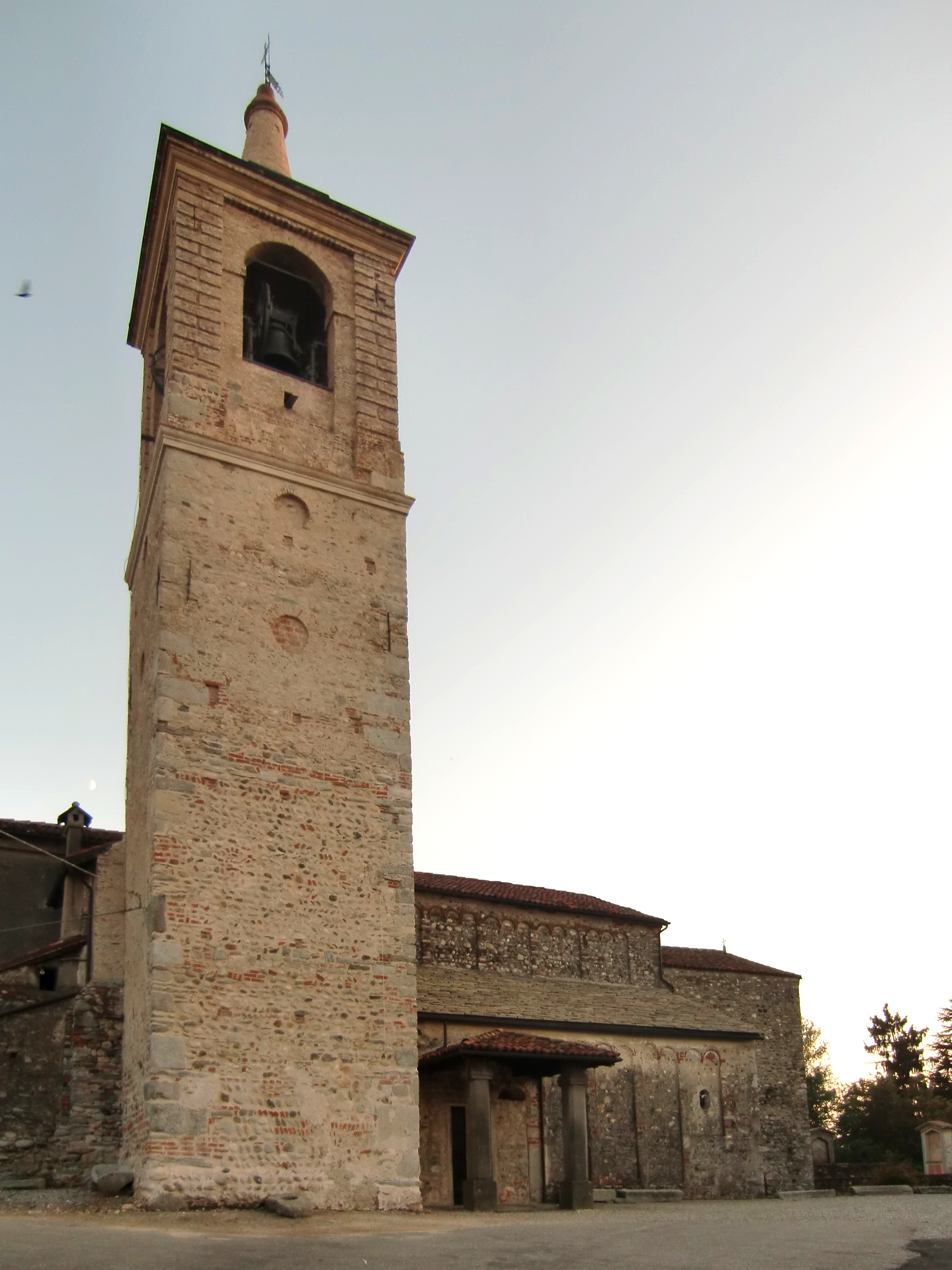
Veduta del campanile e della chiesa
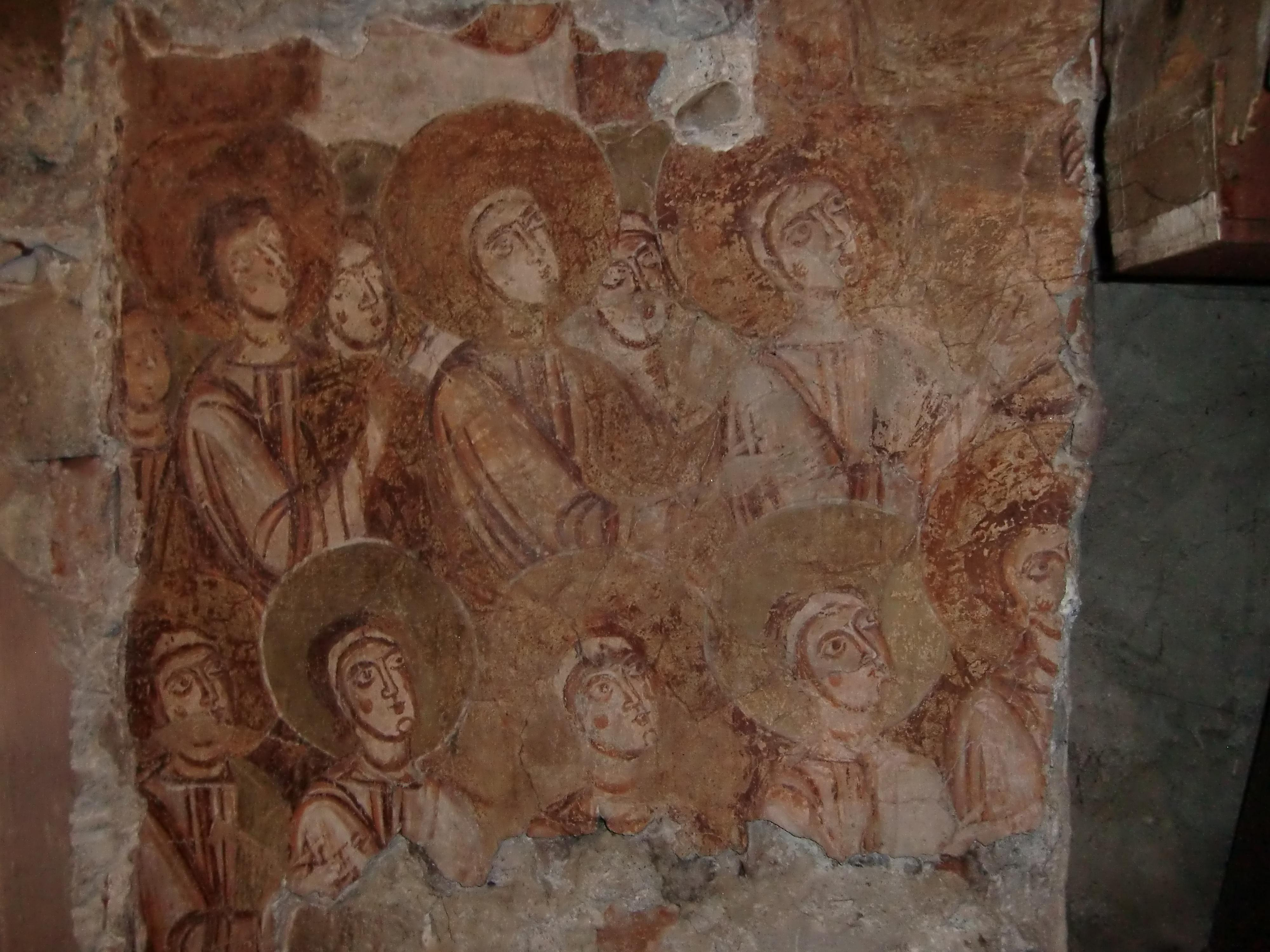
Figure di santi (particolare del Giudizio Universale), affresco, XI secolo
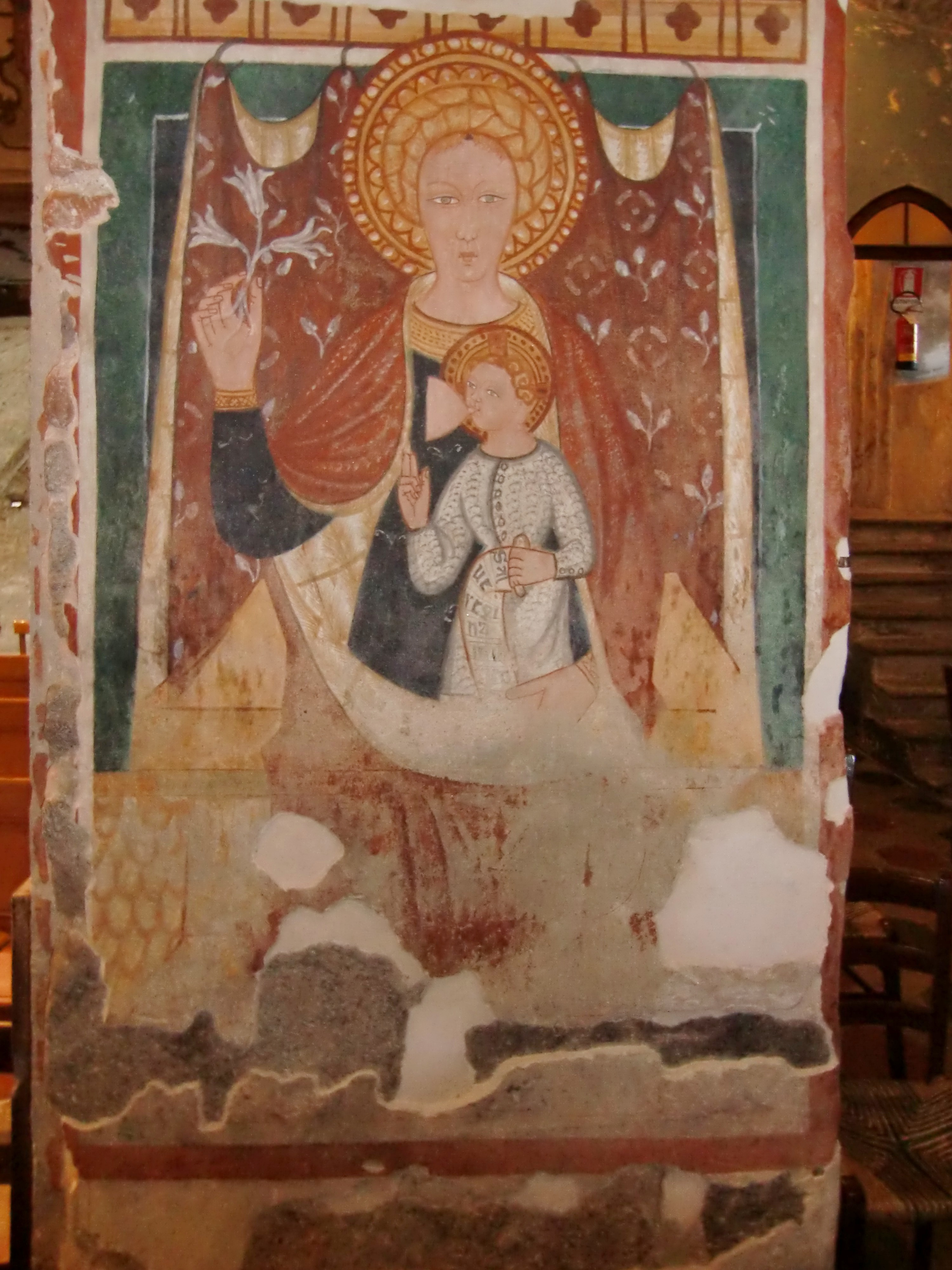
Madonna del latte, affresco, XV secolo